# Aragüés del Puerto
Aragüés del Puerto (aragonesisch Aragüés de lo Puerto) ist eine spanische Gemeinde (municipio) in den Pyrenäen in der Provinz Huesca der Autonomen Gemeinschaft Aragonien. Aragüés del Puerto gehört zur Comarca Jacetania. Der Ort auf 970 Meter Höhe hatte 2024 114 Einwohner.

## Sehenswürdigkeiten
- Häuser aus dem 16. Jahrhundert
- Pfarrkirche Virgen del Rosario aus dem 18. Jahrhundert
- Dolmen de Lizara aus dem Megalithikum

## Einzelnachweise

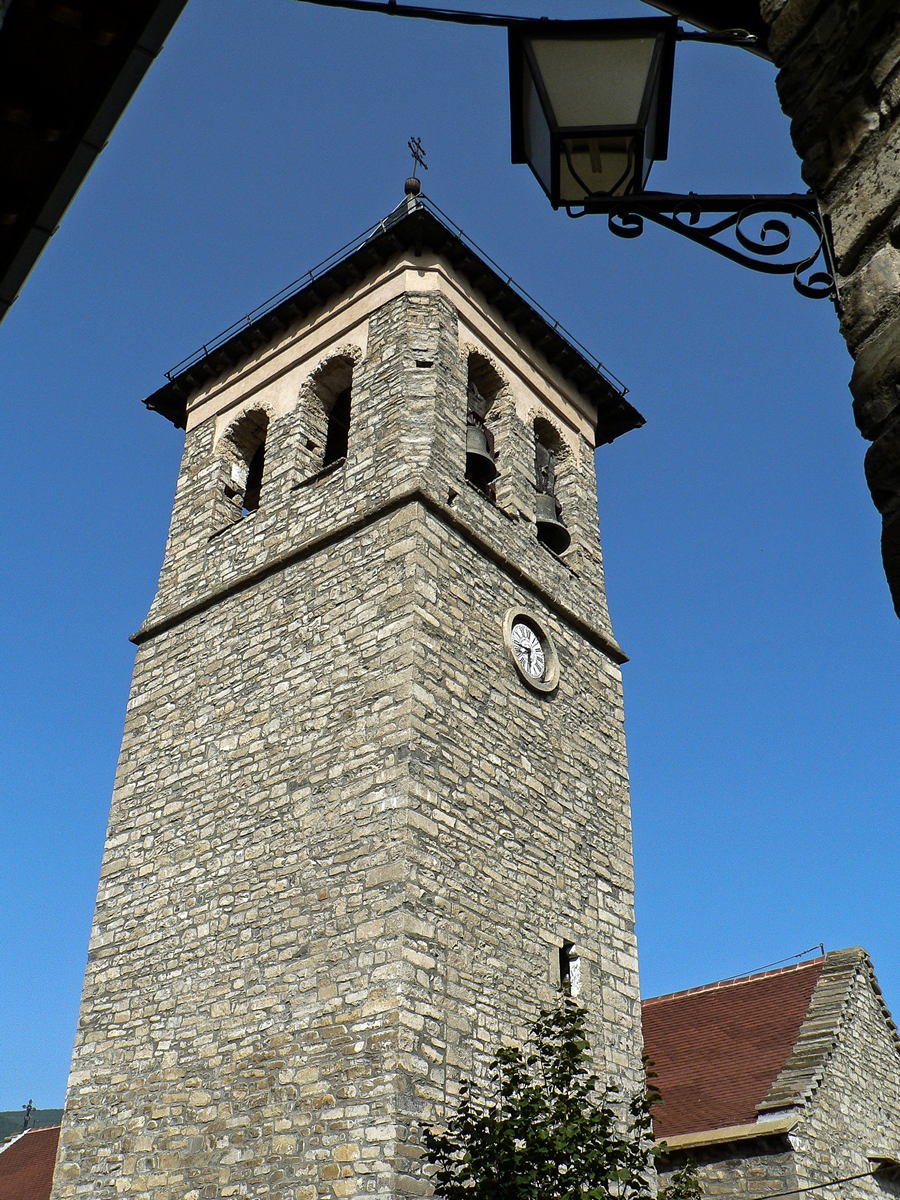
Kirche Virgen del Rosario